# Beendorf
Beendorf è un comune tedesco di 837 abitanti situato nel land della Sassonia-Anhalt.

## Amministrazione

### Gemellaggi
- Santa Maria Poggio, dal 2003